# Вулиця Цимбалів Яр
Ву́лиця Цимба́лів Яр — вулиця в Голосіївському районі міста Києва, місцевість Цимбалів яр. Пролягає від вулиць Голосіївської та Горяної до кінця забудови (з проходом до Чумацької вулиці).
Прилучаються провулки Родини Якубовських, Інгульський, Чумацький, Райгородський, Цимбалів Яр (двічі), вулиці Снайперська і Бойова (двічі).

## Історія
Вулиця виникла в 2-й половині XIX століття під сучасною назвою (можливо, від прізвища домовласника Цимбаленка).
У будинку № 6-а розташований приватний Музей Якубовських, який містить колекцію старожитностей, оберегів та ікон.